# Albert Feu i Puig
Albert Feu i Puig (Barcelona, 11 d'abril de 1937) és un empresari i polític català, diputat al Parlament de Catalunya en la segona legislatura.
Resident al Prat de Llobregat des de petit, va estudiar als jesuïtes de Sarrià i després direcció d'empreses. A la mort del seu pare el 1965 es va fer càrrec de la gestió de l'empresa familiar Construcciones Alberto Feu, SA. Posteriorment ha estat conseller de les empreses Fayos i Feu, SA (1971-1980), Tangrau SA (1976-1978), Studio 54 SA (1980), Langostinos del Delta SA (1983-1985) i Rioleón SA. Fou un dels fundadors del Gremi de Construccions d'Obres del Baix Llobregat i de l'associació patronal SEFES
Interessat per la fauna, ha col·laborat en programes de ràdio sobre aquest tema i és membre del Reial Automòbil Club de Catalunya i del Cercle del Liceu. Políticament, ha estat regidor i tinent d'alcalde del Prat de Llobregat durant la transició espanyola i en 1986 va substituir Domènec Romera i Alcázar, elegit diputat a les eleccions al Parlament de Catalunya de 1984 per Alianza Popular. De 1987 a 1988 fou membre de la Comissió de Política Cultural i de la Comissió per al Seguiment dels Jocs Olímpics del 1992.